# Thorvaldsens Kristus

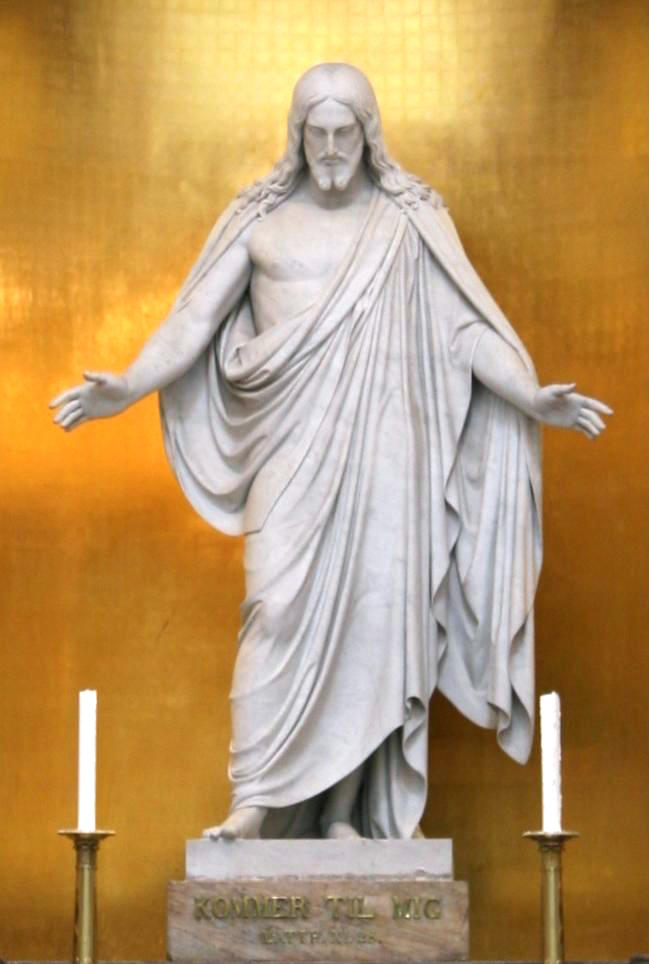
Thorvaldsens Kristus i Köpenhamns domkyrka.

Kristus (även kallad Christus Consolator, "Kristus Tröstaren") är en klassicistisk staty av Bertel Thorvaldsen. 

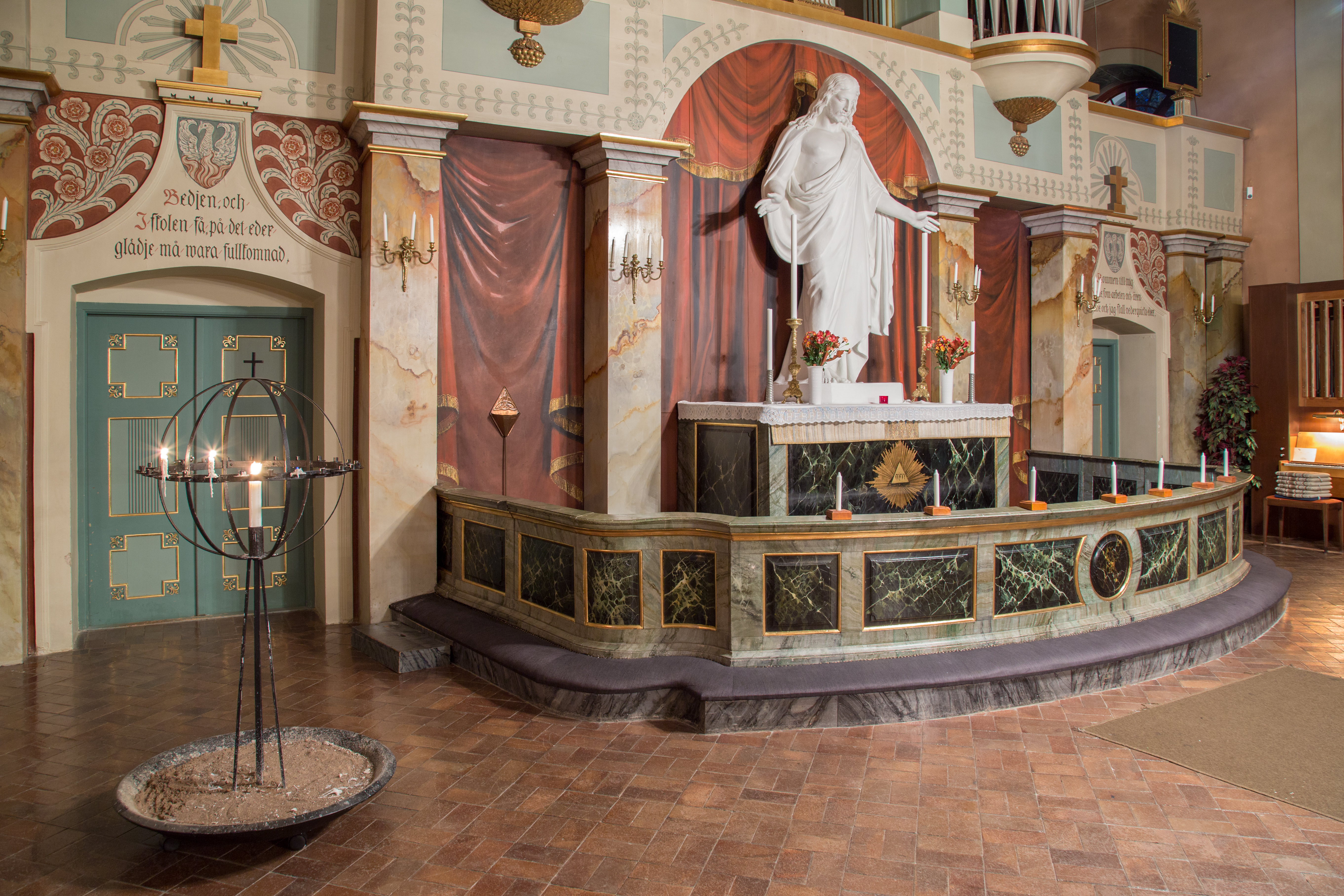
Thorvaldsens Kristus på högaltaret i Garpenbergs kyrka.

Statyn av carraramarmor föreställer den uppståndne Jesus Kristus. Sedan färdigställandet 1838 står originalet i Vor Frue Kirke, Köpenhamns stifts domkyrka inom Danska folkkyrkan, i Köpenhamn i Danmark.
Under 1800-talets lopp blev den populär i hela Europa och flitigt kopierad. Under 1900-talet anammades den även av ledarna för Jesu Kristi Kyrka av Sista Dagars Heliga, vilka i den såg ett uttryck för Jesu centrala roll inom kyrkans lära.